# Sezamska kost
Sezamska kost je u anatomiji naziv za kost koja se nalazi unutar tetive. 
Sezamske kosti se obično nalaze na mjestima gdje tetiva prelazi preko zgloba. Funkcija sezamskih kosti je zaštita tetive i povećanje njenog mehaničkog učinka. Sezamska kost drži tetivu udaljenu od središta zgloba te tako povećava moment sile kojom djeluje tetiva, ali i omogućuje održavanje momenta sile kod različitih opterećenja.   
Najveća sezamska kost u tijelu čovjeka je iver u koljenom zglobu, a sezamske kosti još možemo pronaći i u tetivima kod zglobova distalnih krajeva 1. metakarpalne i 1. metatarzalne kosti, u šaci tj. stopalu.